# Presidenza di Bill Clinton
La presidenza di Bill Clinton ha inizio il 20 gennaio del 1993 a mezzogiorno con la cerimonia d'inaugurazione e relativo insediamento del presidente degli Stati Uniti d'America, per poi terminare dopo due mandati consecutivi il 20 gennaio del 2001.
Bill Clinton, il 42° presidente degli Stati Uniti d'America ed esponente del Partito Democratico (era Governatore dell'Arkansas), entrò in carica a seguito della vittoria decisiva contro il candidato del Partito Repubblicano e presidente uscente George H. W. Bush alle elezioni presidenziali del 1992.
Quattro anni dopo, alle elezioni presidenziali del 1996, fu riconfermato contro l'avversario repubblicano Bob Dole. Gli è succeduto il repubblicano George W. Bush il quale ha vinto le elezioni presidenziali del 2000 battendo il vicepresidente uscente Al Gore.
Gli Stati Uniti conobbero un lungo periodo di prosperità economica durante la presidenza di Clinton.

## Elezioni presidenziali del 1992

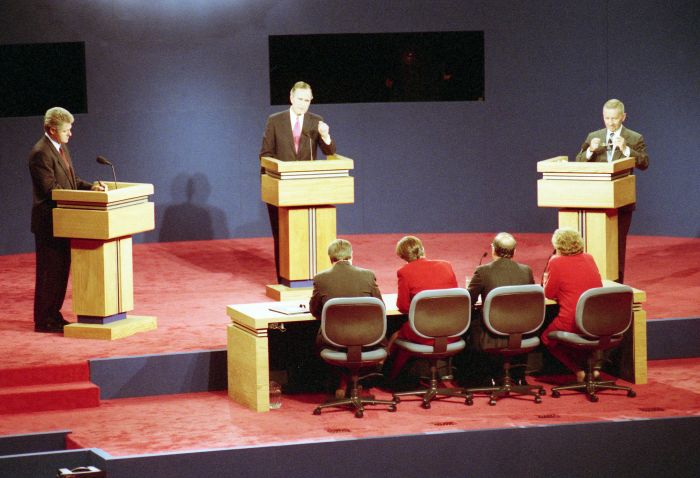
Dibattito presidenziale per le elezioni del 1992 tra il Presidente e candidato repubblicano Bush, il candidato democratico Clinton e Ross Perot

In occasione delle elezioni presidenziali del 1992, Bill Clinton decise di candidarsi alle primarie democratiche.
Bill Clinton era considerato un potenziale candidato alla presidenza perché era un popolare governatore democratico di uno stato che aveva votato per i repubblicani in quattro delle precedenti cinque elezioni presidenziali.
Nel corso delle primarie del Partito Democratico del 1992 si trovò ad affrontare vari candidati: il governatore della California Jerry Brown, il senatore Paul Tsongas, il senatore del Nebraska Bob Kerrey e il senatore dell'Iowa Tom Harkin.
Durante la campagna presidenziale, Clinton tornò in Arkansas per assistere all'esecuzione di Ricky Ray Rector. Dopo aver ucciso un poliziotto e un passante, Rector si era sparato alla testa, di fatto lobotomizzandosi: secondo la legge federale e la legge dell'Arkansas, non è possibile giustiziare un condannato che sia menomato mentale. La corte però, non era d'accordo nel classificarlo come mentalmente menomato e permise quindi l'esecuzione. Il New York Times sostenne che il ritorno di Clinton in Arkansas per l'esecuzione fosse una mossa politica per evitare di essere accusato di essere "troppo morbido con la criminalità".
L'allora Presidente George H. W. Bush era ritenuto il favorito per le elezioni e durante la Guerra del Golfo aveva goduto di circa l'80% dei consensi. Tuttavia, nonostante in campagna elettorale avesse ripetutamente promesso di non farlo, approvò un aumento delle tasse in seguito ad un accordo con i democratici per ridurre il deficit. La promessa disattesa provocò un grande malcontento e Clinton lo sfruttò in campagna elettorale condannando ripetutamente Bush per aver fatto promesse che non poteva mantenere.
Clinton vinse le elezioni con il 43% dei voti, sconfiggendo il Presidente uscente e candidato repubblicano Bush (fermo al 37% dei consensi) e il miliardario populista Ross Perot (19% dei voti), che si candidò come indipendente: una parte significativa del successo di Clinton fu dovuta al rapido declino di Bush nell'opinione pubblica. L'elezione di Clinton mise fine a 12 anni di presidenza repubblicana: le elezioni diedero ai democratici il pieno controllo anche del Congresso.

## Gabinetto ministeriale

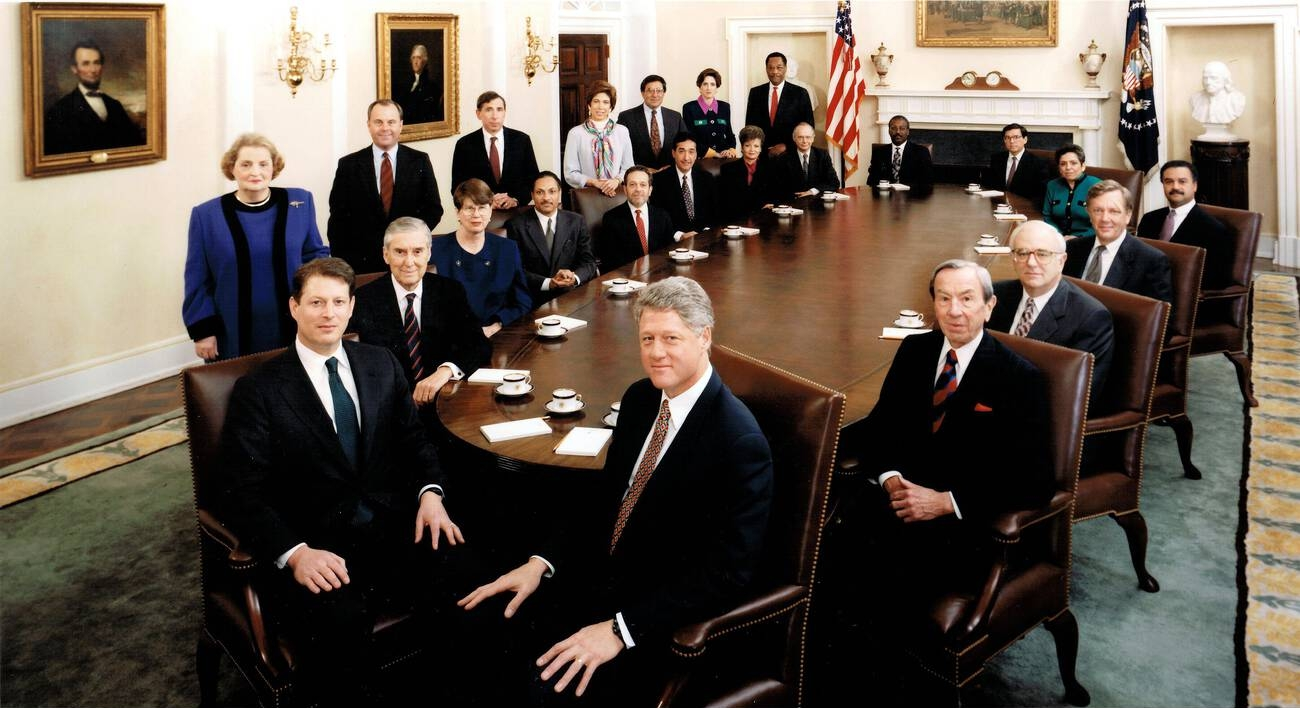
Foto di gruppo ufficiale del Gabinetto degli Stati Uniti d'America.

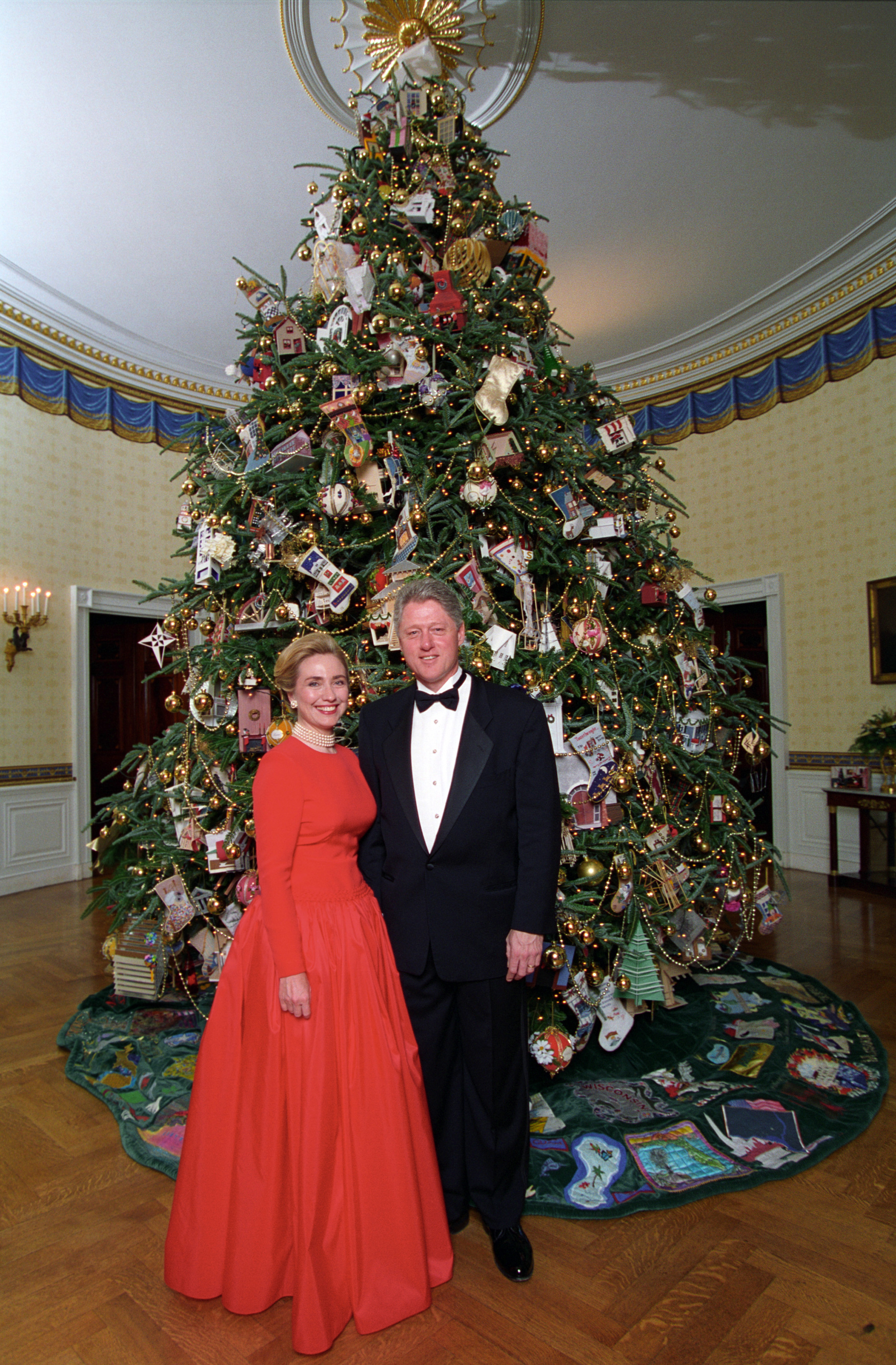
Bill e Hillary Clinton in una fotografia ufficiale per il Natale 1995

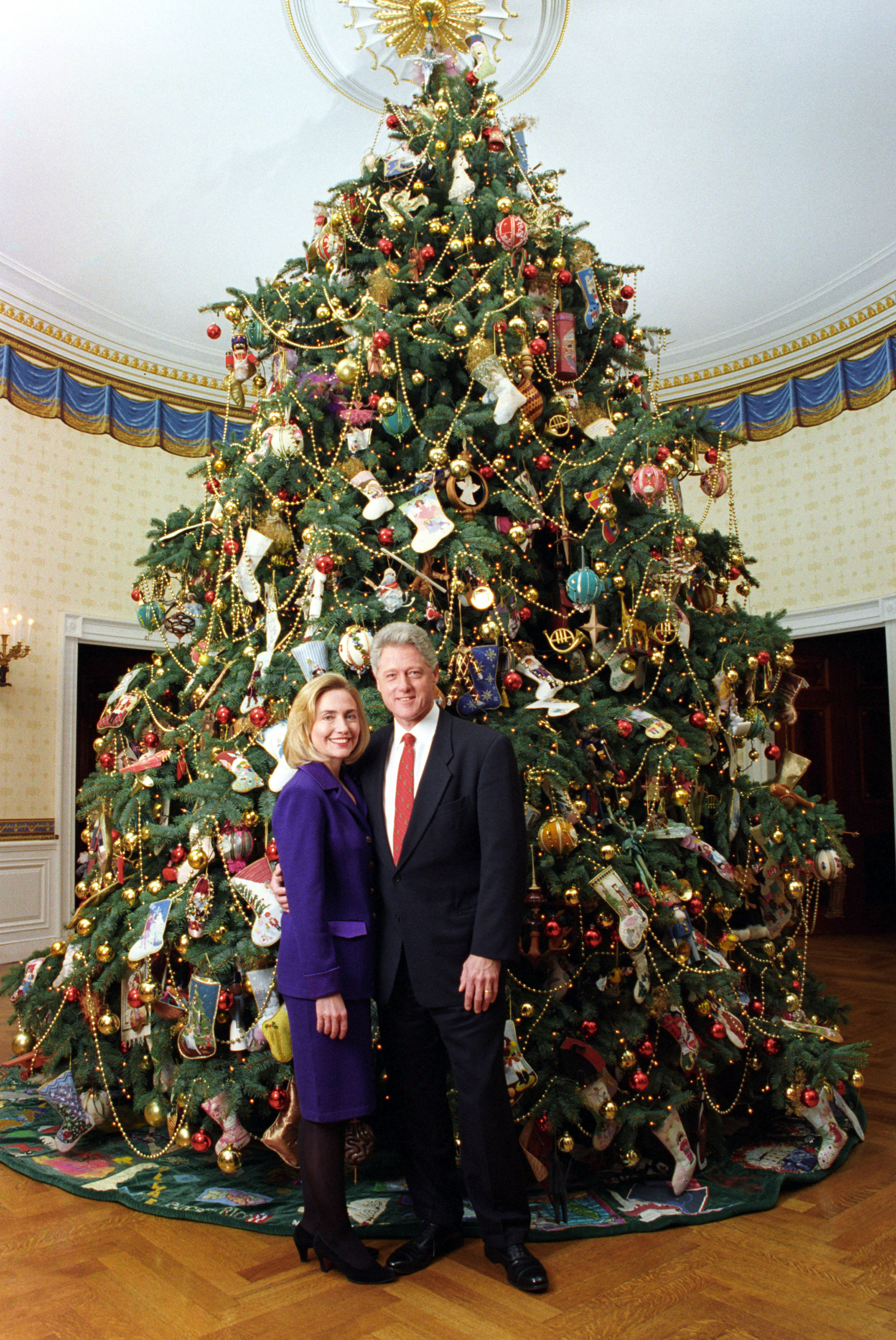
Bill e Hillary Clinton in una fotografia ufficiale per il Natale 1996

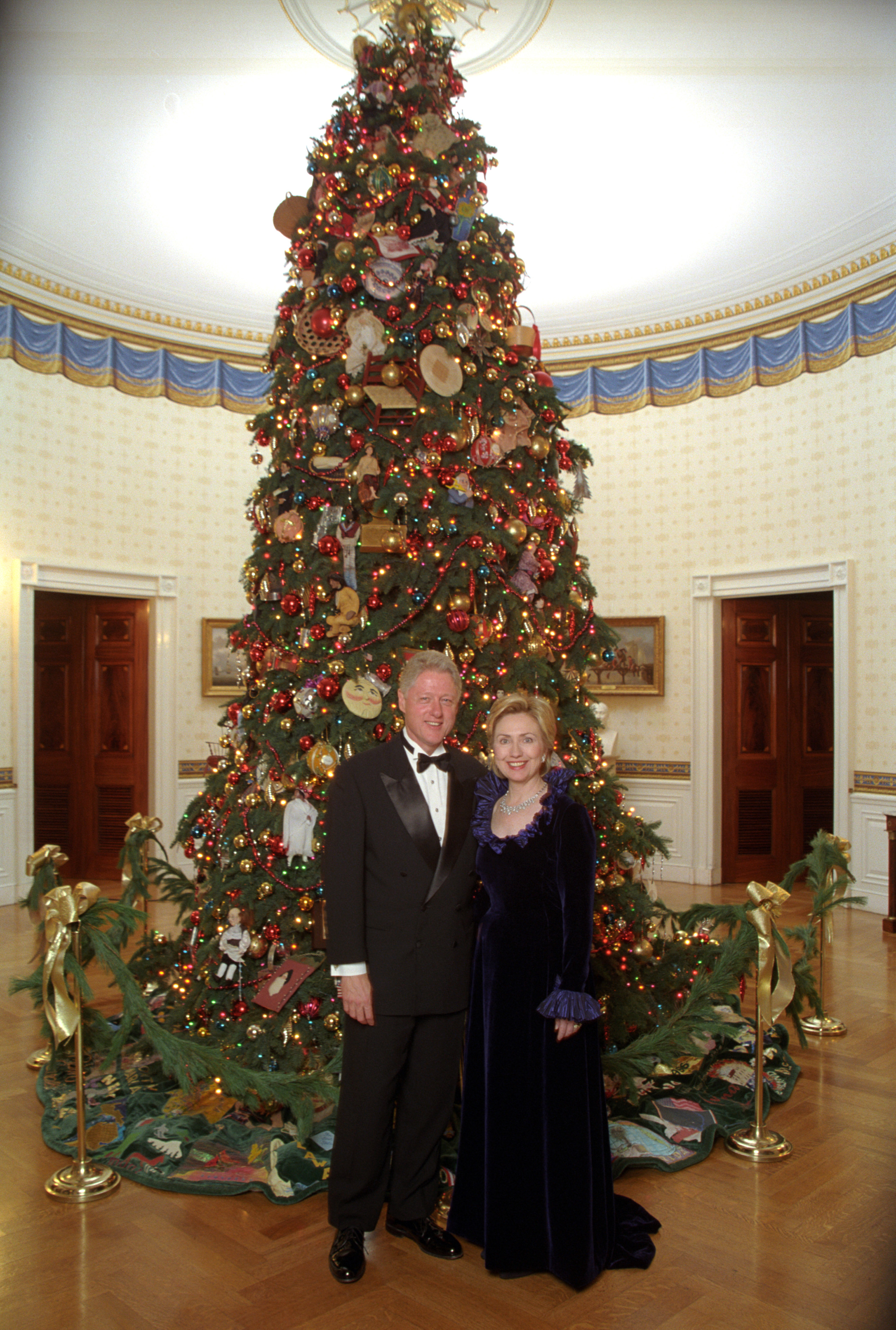
Bill e Hillary Clinton in una fotografia ufficiale per il Natale 1999

Ginsburg accetta ufficialmente la nomina del Presidente Bill Clinton a giudice della Corte Suprema il 14 giugno 1993.

| Dipartimento                                                             | Incarico                                      | Ritratto               | Nome                  | Mandato | Mandato |
| Dipartimento                                                             | Incarico                                      | Ritratto               | Nome                  | Inizio  | Termine |
| ------------------------------------------------------------------------ | --------------------------------------------- | ---------------------- | --------------------- | ------- | ------- |
|                                                                          | Presidente                                    |                        | Bill Clinton          | 1993    | 2001    |
|                                                                          | Vice Presidente                               |                        | Al Gore               | 1993    | 2001    |
| Dipartimenti                                                             |                                               |                        |                       |         |         |
|                                                                          | Segretario di Stato                           |                        | Warren Christopher    | 1993    | 1997    |
|                                                                          | Segretario di Stato                           | Madeleine Albright     | 1997                  | 2001    |         |
|                                                                          | Segretario al Tesoro                          |                        | Lloyd Bentsen         | 1993    | 1994    |
|                                                                          | Segretario al Tesoro                          | Robert Rubin           | 1995                  | 1999    |         |
|                                                                          | Segretario al Tesoro                          | Lawrence Summers       | 1999                  | 2001    |         |
|                                                                          | Segretario della Difesa                       |                        | Les Aspin             | 1993    | 1994    |
|                                                                          | Segretario della Difesa                       | William Perry          | 1994                  | 1997    |         |
|                                                                          | Segretario della Difesa                       | William Cohen          | 1997                  | 2001    |         |
|                                                                          | Procuratore generale                          |                        | Janet Reno            | 1993    | 2001    |
|                                                                          | Segretario degli Interni                      |                        | Bruce Babbitt         | 1993    | 2001    |
|                                                                          | Segretario dell'Agricoltura                   |                        | Mike Espy             | 1993    | 1994    |
|                                                                          | Segretario dell'Agricoltura                   | Dan Glickman           | 1995                  | 2001    |         |
|                                                                          | Segretario al Commercio                       |                        | Ron Brown             | 1993    | 1996    |
|                                                                          | Segretario al Commercio                       | Michael Kantor         | 1996                  | 1997    |         |
|                                                                          | Segretario al Commercio                       | William Daley          | 1997                  | 2000    |         |
|                                                                          | Segretario al Commercio                       | Norman Mineta          | 2000                  | 2001    |         |
|                                                                          | Segretario del Lavoro                         |                        | Robert Reich          | 1993    | 1997    |
|                                                                          | Segretario del Lavoro                         | Alexis Herman          | 1997                  | 2001    |         |
|                                                                          | Segretario della Salute e dei Servizi Umani   |                        | Donna Shalala         | 1993    | 2001    |
|                                                                          | Segretario dell'Istruzione                    |                        | Richard Riley         | 1993    | 2001    |
|                                                                          | Segretario della Casa e dello sviluppo urbano |                        | Henry Cisneros        | 1993    | 1997    |
|                                                                          | Segretario della Casa e dello sviluppo urbano | Andrew Cuomo           | 1997                  | 2001    |         |
|                                                                          | Segretario dei Trasporti                      |                        | Federico Peña         | 1993    | 1997    |
|                                                                          | Segretario dei Trasporti                      | Rodney Slater          | 1997                  | 2001    |         |
|                                                                          | Segretario dell'Energia                       |                        | Hazel O'Leary         | 1993    | 1997    |
|                                                                          | Segretario dell'Energia                       | Federico Peña          | 1997                  | 1998    |         |
|                                                                          | Segretario dell'Energia                       | Bill Richardson        | 1998                  | 2001    |         |
| Funzionari con rango di membri di Gabinetto                              |                                               |                        |                       |         |         |
|                                                                          | Amministratore dell'EPA                       |                        | Carol Browner         | 1993    | 2001    |
| Funzionari nominati dal Presidente senza il rango di membri di Gabinetto |                                               |                        |                       |         |         |
|                                                                          | Direttori della NSA                           |                        | V.A. John M.McConnell | 1993    | 1996    |
|                                                                          | Direttori della NSA                           | T.G. Kenneth A.Minihan | 1996                  | 1999    |         |
|                                                                          | Direttori della NSA                           | T.G. Michael Hayden    | 1999                  | 2001    |         |
|                                                                          | Presidente della Federal Reserve              |                        | Alan Greenspan        | 1993    | 2001    |
|                                                                          | Amministratore della NASA                     |                        | Daniel Goldin         | 1993    | 2001    |
| Ambasciatori                                                             |                                               |                        |                       |         |         |
|                                                                          | Ambasciatore degli Stati Uniti in Austria     |                        | Swanee Hunt           | 1993    | 1997    |
|                                                                          | Ambasciatore degli Stati Uniti in Austria     | Kathryn Walt Hall      | 1997                  | 2001    |         |
|                                                                          | Ambasciatore degli Stati Uniti in Irlanda     |                        | Jean Kennedy Smith    | 1993    | 1998    |
|                                                                          | Ambasciatore degli Stati Uniti in Irlanda     | Mike Sullivan          | 1998                  | 2001    |         |
|                                                                          | Ambasciatore degli Stati Uniti in Francia     |                        | Pamela Harriman       | 1993    | 1997    |
|                                                                          | Ambasciatore degli Stati Uniti in Francia     | Felix Rohatyn          | 1997                  | 2001    |         |
|                                                                          | Ambasciatore degli Stati Uniti in Grecia      |                        | Thomas Niles          | 1993    | 1997    |
|                                                                          | Ambasciatore degli Stati Uniti in Grecia      | R. Nicholas Burns      | 1997                  | 2001    |         |
|                                                                          | Ambasciatore degli Stati Uniti in Italia      |                        | Reginald Bartholomew  | 1993    | 1997    |
|                                                                          | Ambasciatore degli Stati Uniti in Italia      | Thomas M. Foglietta    | 1997                  | 2001    |         |
|                                                                          | Ambasciatore degli Stati Uniti in Spagna      |                        | Richard N. Gardner    | 1993    | 1997    |
|                                                                          | Ambasciatore degli Stati Uniti in Spagna      | Edward L. Romero       | 1998                  | 2001    |         |

## Principali atti e politiche

### Nomine giuridiche
- Giudici della Corte Suprema
  - Ruth Bader Ginsburg (1993)
  - Stephen Breyer (1994)

### Maggiori azioni e atti legislativi
Azioni di politica economica e finanziaria
- Omnibus Budget Reconciliation Act of 1993
- Internal Revenue Service Restructuring and Reform Act of 1998

Altre azioni di politica interna
- Politiche sociali:
  - Don't ask, don't tell
  - Defense of Marriage Act
- Politiche sul copyright:
  - Digital Millennium Copyright Act
  - Copyright Term Extension Act
- Politiche per la salute:
  - Women's Health and Cancer Rights Act
  - Food and Drug Administration Modernization Act

Azioni di politica estera
- Aree e trattati di libero scambio:
  - Accordo Nordamericano per il Libero Scambio
- Conflitto arabo-israeliano:
  - Accordi di Oslo
  - Jerusalem Embassy Act
  - Memorandum di Sharm el-Sheikh
  - Vertice di Camp David
- Guerra in Bosnia ed Erzegovina:
  - Accordo di Dayton
- Guerra in Kosovo:
  - Accordo di Kumanovo
- Rapporti con la Cina:
  - United States–China Relations Act of 2000

## Presidenza (1993-2001)

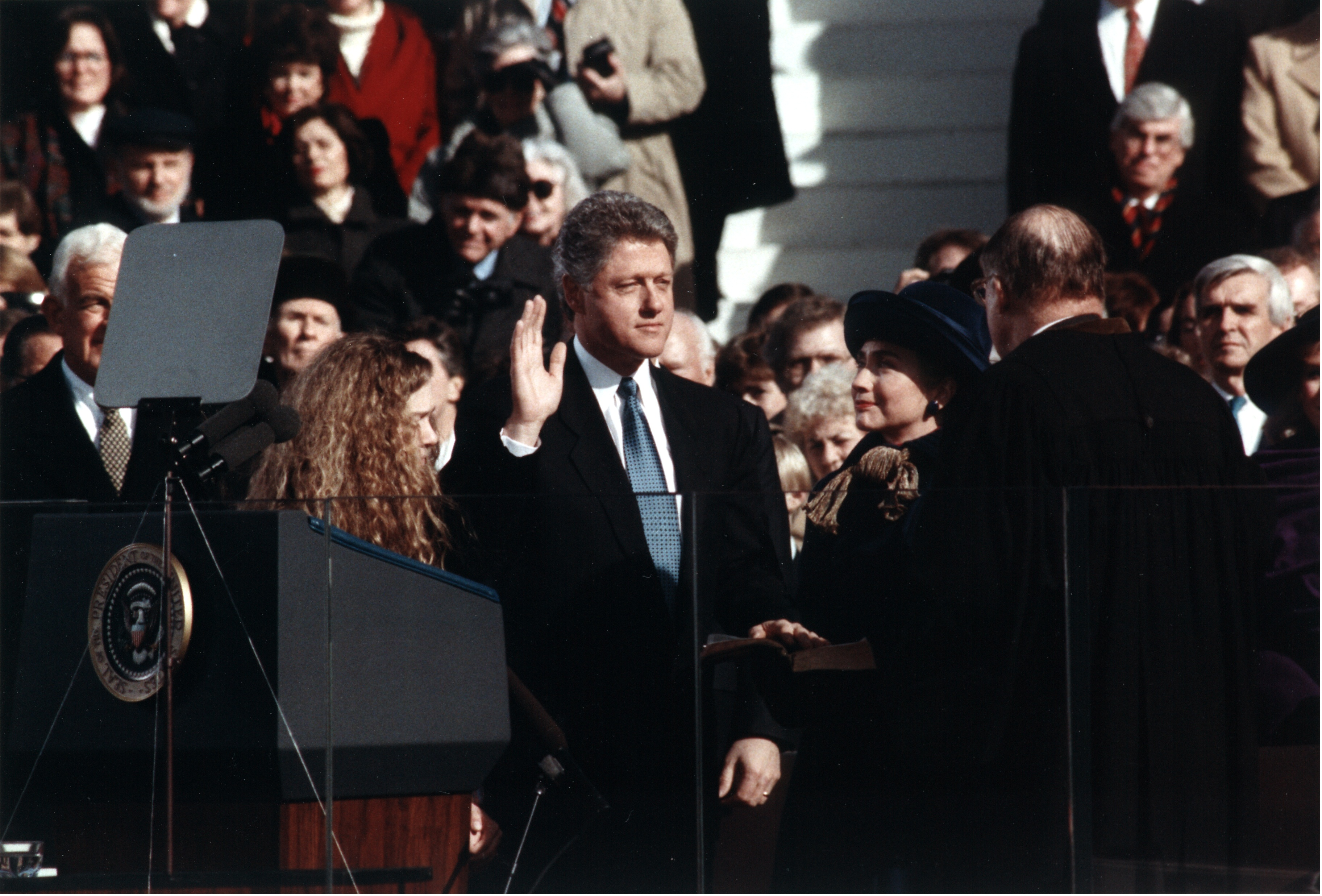
Bill Clinton presta giuramento come Presidente il 20 gennaio 1993

Durante la sua presidenza, Clinton ha promosso una grande varietà di leggi e programmi.
Clinton ha presieduto al più lungo periodo di pace militare ed espansione economica della storia americana.

### Primo mandato (1993-1997)
(Bill Clinton, Discorso del primo insediamento)
Clinton si è insediato ufficialmente come 42º Presidente degli Stati Uniti d'America il 20 gennaio 1993 a mezzogiorno.
Poco dopo essere entrato in carica, il 5 febbraio, Clinton ha firmato il Family and Medical Leave Act, che obbligò gli imprenditori a concedere agli impiegati l'aspettativa non retribuita per gravidanza o problemi medici. La legge ottenne un consenso bipartisan, e fu accolta molto positivamente dall'opinione pubblica.
Il 15 febbraio 1993, Clinton ha tenuto il primo discorso alla nazione, annunciando il suo piano di alzare le tasse per coprire il deficit federale. Due giorni dopo, in un discorso al Congresso in seduta comune trasmesso via televisione a tutta la nazione, Clinton svelò dettagliatamente il suo piano economico, che si concentrava più nel ridurre il deficit che nel ridurre le tasse nella classe media, come aveva invece promesso in campagna elettorale.[59] I suoi consiglieri fecero pressioni su di lui affinché alzasse le tasse, secondo la teoria per cui un minor deficit federale avrebbe ridotto i tassi d'interesse sui titoli di stato.
Il 1º gennaio 1994, Clinton firmò il North American Free Trade Agreement. Durante il suo primo anno di mandato, Clinton aveva fortemente sostenuto in Senato l'approvazione del trattato, a cui si opposero prevalentemente alcune fazioni repubblicane, i Democratici protezionisti e i sostenitori di Ross Perot, suo rivale nelle primarie. La legge passò alla Camera dei Rappresentanti con 234 voti a favore e 200 contrari (132 Repubblicani e 102 Democratici votarono a favore; 156 Democratici, 43 Repubblicani, e 1 indipendente contro).
Il 17 luglio 1996, Clinton ha rilasciato l'Ordine Esecutivo numero 13011 che ordinava ai direttori di tutte le agenzie federali di fare uso dell'informatica in modo tale da rendere le informazioni accessibili al pubblico.

#### Politica estera
Nel 1993 le forze armate statunitensi furono coinvolte nella Battaglia di Mogadiscio, a cui presero parte anche contingenti italiani. Durante le operazioni, due elicotteri americani furono abbattuti da colpi di RPG ai rotori di coda, intrappolando i soldati oltre le linee nemiche. La battaglia che ne seguì vide la morte di 18 soldati americani, 73 feriti, e un prigioniero (l'elicotterista del 160° SOAR Michael Durant). Il numero di vittime somale è dibattuto, ma sono stimate dalle varie fonti tra i 300 e i 700 morti e tra gli 800 e i 1500 feriti.

Nel 1995 sotto l'Operazione Deliberate Force aerei NATO colpirono obiettivi in Bosnia per fermare gli attacchi nelle zone sicure ONU e per cercare di portare i militanti a un accordo di pace. Clinton fece schierare le forze statunitensi in Bosnia per sostenere il successivo Accordo di Dayton. 

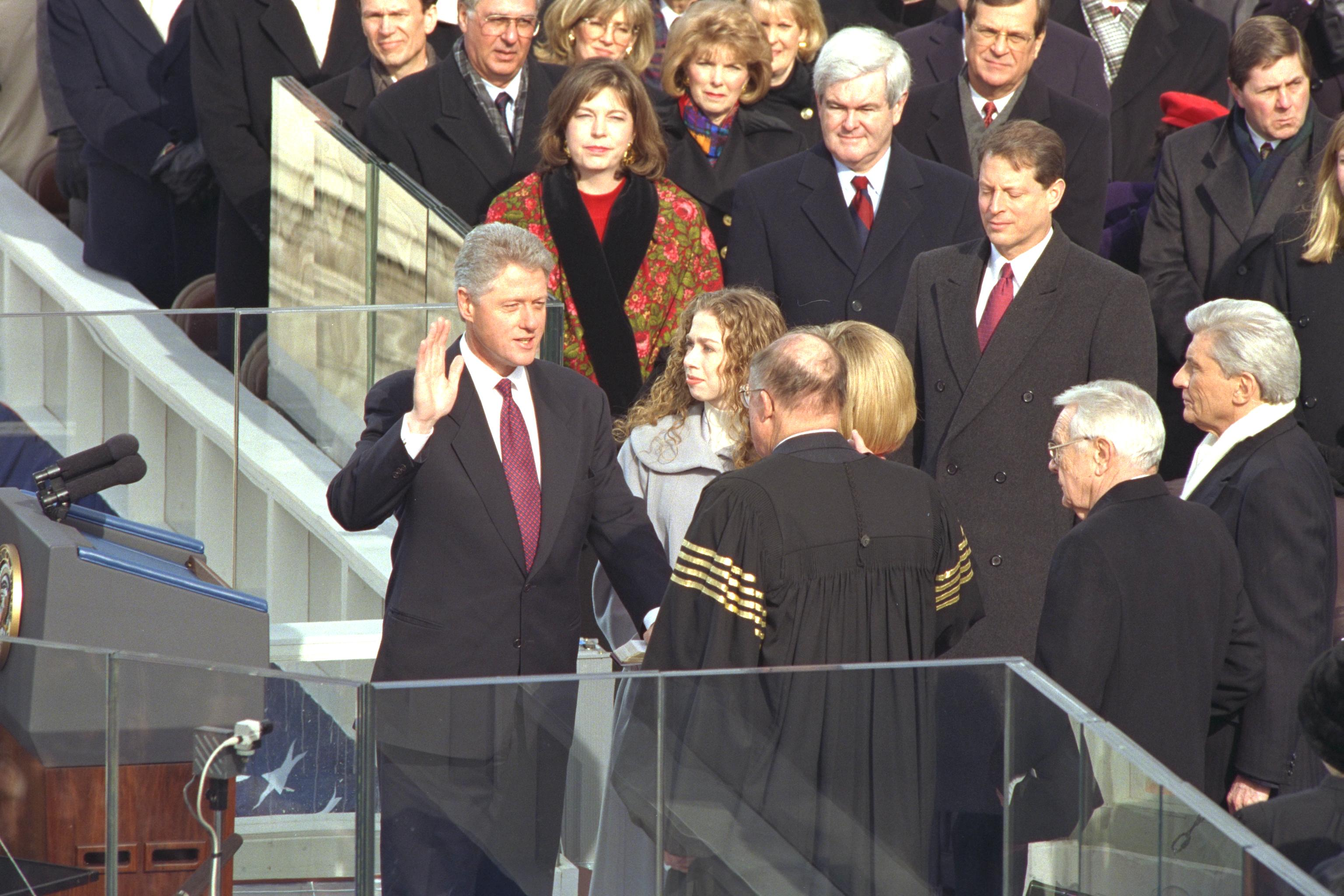
Bill Clinton presta giuramento come Presidente il 20 gennaio 1997

### Secondo mandato (1997-2001)
Il suo secondo mandato iniziò ufficialmente il 20 gennaio 1997 a mezzogiorno con la cerimonia d'inaugurazione e relativo insediamento del presidente degli Stati Uniti d'America. Questa è stata l'ultima inaugurazione presidenziale avvenuta nel XX secolo e la prima ad essere trasmessa in diretta streaming su Internet.
Nel discorso sullo stato dell'Unione tenuto nel gennaio 1997, Clinton propose una nuova iniziativa per garantire l'assistenza sanitaria a cinque milioni di bambini che fino a quel momento ne erano privi.

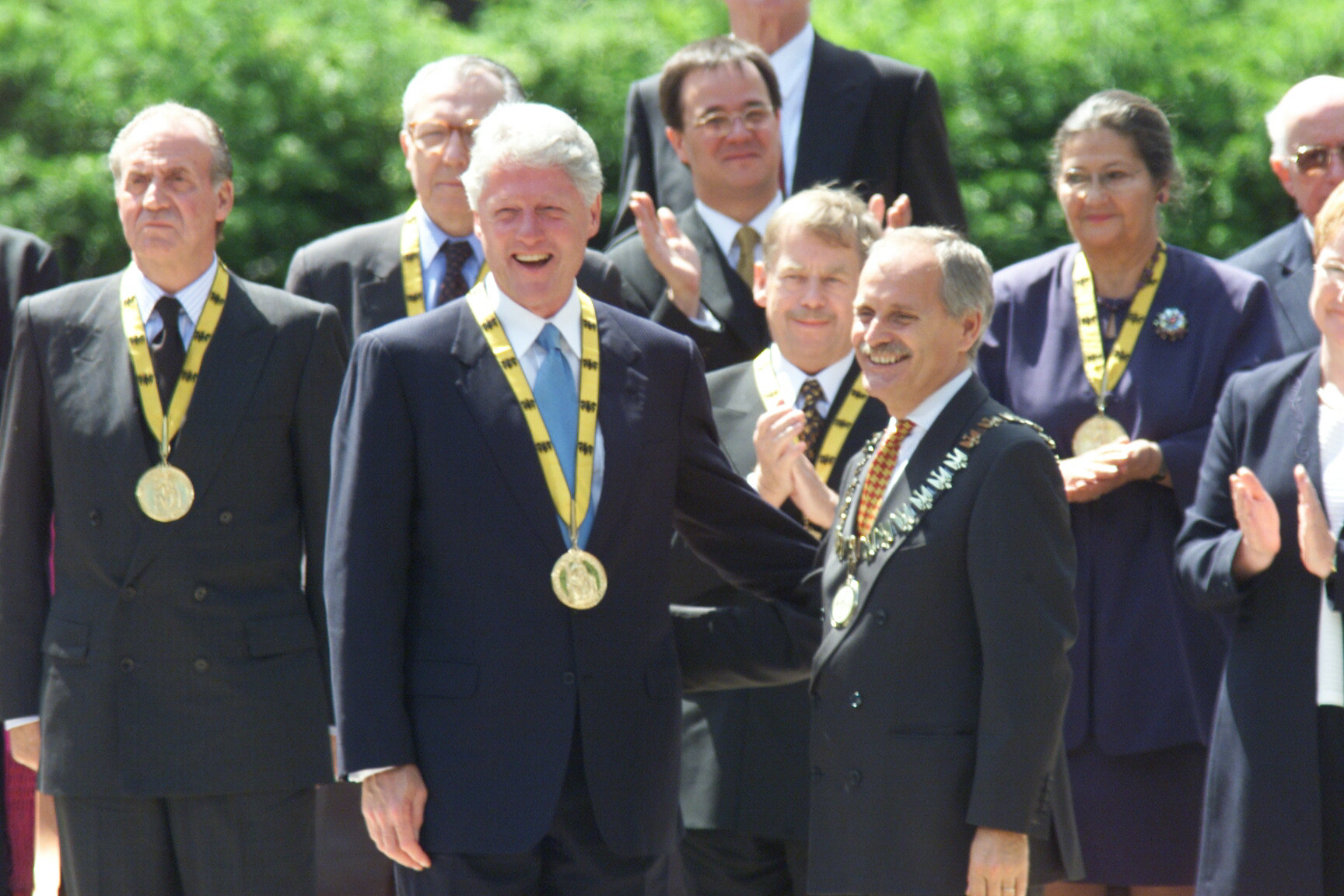
Bill Clinton dopo aver ricevuto il Premio Carlo Magno 2000 ad Aquisgrana

#### Politica estera
In risposta agli attentati alle ambasciate statunitensi del 1998 condotti da al-Qaeda, che causarono la morte di 12 americani e 211 africani, Clinton ordinò un attacco missilistico su due obiettivi terroristici in Sudan e Afghanistan. Il primo era la Fabbrica farmaceutica di Al-Shifa, in cui si sospettava che Osama Bin Laden producesse armi chimiche. Il secondo erano dei campi di addestramento per terroristi.[105]
Nel 1999 sotto l'Operazione Allied Force aerei NATO colpirono obiettivi nella Repubblica Federale di Jugoslavia per fermare gli attacchi nelle zone kosovare e per cercare di portare Slobodan Milošević a un accordo di pace. Clinton fece schierare le forze statunitensi in Kosovo per sostenere il successivo Accordo di Kumanovo.
Per gli ultimi due anni della presidenza Clinton, aerei USA continuarono ad attaccare installazioni antiaereo all'interno della no-fly zone irachena.
Il 10 ottobre 2000, firmò una legge che stabiliva un accordo per gli scambi commerciali con la Repubblica Popolare Cinese.[122] Il Presidente affermò che il libero scambio avrebbe gradualmente aperto la Cina a riforme democratiche.
Nel novembre 2000 Clinton fu il primo Presidente a visitare il Vietnam dalla fine della Guerra del Vietnam.

#### Esercito del potere di grazia
Il 20 gennaio 2001, ultimo giorno del suo mandato, Clinton concesse 141 grazie e 36 commutazioni della pena.

## Lista dei viaggi internazionali compiuti da Clinton durante la presidenza
| N. | Date                      | Paese              | Location                           | Note |
| -- | ------------------------- | ------------------ | ---------------------------------- | --- |
| 2  | 6-10 luglio 1993          | Giappone           | Tokyo                              | Ha partecipato al 19°vertice del G7 e ha incontrato il presidente russo Boris El'cin |
| 2  | 10-11 luglio 1993         | Corea del Sud      | Seul                               | Ho incontrato il presidente Kim Young-sam. Ha tenuto un discorso all'Assemblea nazionale sudcoreana. Ha visitato il personale militare americano                                              |
| 3  | 9-11 gennaio 1994         | Belgio             | Bruxelles                          | Ha partecipato al vertice NATO e ha incontrato il re Alberto II del Belgio e il primo ministro Jean-Luc Dehaene                                                                               |
| 3  | 11-12 gennaio 1994        | Rep. Ceca          | Praga                              | Incontro con i presidenti e i primi ministri della Repubblica Ceca, dell'Ungheria, della Polonia e della Slovacchia                                                                           |
| 3  | 12 gennaio 1994           | Ucraina            | Kiev                               | Incontro con il presidente Leonid Kravčuk |
| 3  | 12-15 gennaio 1994        | Russia             | Mosca                              | Incontro con il presidente Boris El'cin e alti funzionari russi. Viene firmato un accordo sul disarmo nucleare con l'Ucraina.                                                                 |
| 3  | 15 gennaio 1994           | Bielorussia        | Minsk                              | Incontro con il presidente Stanislav Suskevic |
| 3  | 15–16 gennaio 1994        | Svizzera           | Ginevra                            | Incontro con il presidente siriano Hafiz al-Asad |
| 4  | 2-4 giugno 1994           | Italia             | Roma, Nettuno                      | Incontro con il presidente Oscar Luigi Scalfaro e il primo ministro Silvio Berlusconi. Ha visitato il cimitero militare degli Stati Uniti                                                     |
| 4  | 2 giugno 1994             | Città del Vaticano | Città del Vaticano                 | Udienza con Papa Giovanni Paolo II |
| 4  | 8 giugno 1994             | Regno Unito        | Oxford                             | Ha ricevuto la laurea honoris causa dall'Università di Oxford |
| 5  | 6 luglio 1994             | Lettonia           | Riga                               | Incontro con i presidenti degli stati Baltici |
| 5  | 6-7 luglio 1994           | Polonia            | Varsavia                           | Si è rivolto al parlamento polacco. Ha partecipato a cerimonie commemorative della rivolta del ghetto di Varsavia                                                                             |
| 6  | 25-26 ottobre 1994        | Egitto             | Il Cairo                           | Incontro con il presidente Hosni Mubarak e il presidente dell'OLP Yasser Arafat |
| 6  | 26-27 ottobre 1994        | Giordania          | Aqaba, Wadi Arava, Amman           | Ha partecipato alla firma del trattato di pace fra Israele e Giordania. Si è rivolto al parlamento giordano.                                                                                  |
| 6  | 27 ottobre 1994           | Siria              | Damasco                            | Incontro con il presidente siriano Hafiz al-Asad |
| 6  | 27-28 ottobre 1994        | Israele            | Gerusalemme                        | Ha incontrato alti funzionari israeliani. Ha tenuto un discorso alla Knesset |
| 6  | 28 ottobre 1994           | Kuwait             | Al Kuwait                          | Ha incontrato l'emiro Jabir III al-Ahmad al-Jabir Al Sabah. Si è rivolto al personale militare americano                                                                                      |
| 6  | 28 ottobre 1994           | Arabia Saudita     | King Khalid Military City          | Ha incontrato il re Fahd dell'Arabia Saudita |
| 7  | 13–16 novembre 1994       | Indonesia          | Giacarta, Bogor                    | Visita di Stato. Ha partecipato al vertice APEC. |
| 8  | 5 dicembre 1994           | Ungheria           | Budapest                           | Ha partecipato al vertice OSCE |
| 9  | 23-24 febbraio 1995       | Canada             | Ottawa                             | Visita di Stato. Incontro con il Governatore Generale Roméo LeBlanc e il primo ministro Jean Chrétien. Ha tenuto un discorso al Parlamento canadese.                                          |
| 10 | 31 marzo 1995             | Haiti              | Port-au-Prince                     | Ha partecipato alla cerimonia di transizione per la UNMIH |
| 11 | 11-12 maggio 1995         | Ucraina            | Kiev                               | Visita di Stato. Incontro con il presidente Leonid Kučma |
| 12 | 15-17 giugno 1995         | Canada             | Halifax                            | Ha partecipato al 21°vertice del G7 e ha incontrato il presidente russo Boris El'cin |
| 13 | 5–6 novembre 1995         | Israele            | Gerusalemme                        | Ha partecipato al funerale del primo ministro Yitzhak Rabin |
| 14 | 1–2 dicembre 1995         | Irlanda            | Dublino                            | Incontro con il presidente Mary Robinson e il primo ministro John Bruton |
| 14 | 2 dicembre 1995           | Germania           | Baumholder                         | Si è rivolto al personale militare americano e ha incontrato il cancelliere Helmut Kohl |
| 15 | 14 dicembre 1995          | Francia            | Parigi                             | Ha partecipato alla cerimonia per la firma degli Accordo di Dayton |
| 16 | 13 gennaio 1996           | Italia             | Base aerea di Aviano               | Ha incontrato il personale militare americano |
| 16 | 13 gennaio 1996           | Ungheria           | Taszár                             | Ha incontrato il personale militare americano |
| 16 | 13 gennaio 1996           | Croazia            | Zagabria                           | Incontro con il presidente Franjo Tuđman |
| 20 | 24–25 novembre 1996       | Filippine          | Manila, Subic                      | Ha partecipato al vertice APEC. |
| 20 | 25-26 novembre 1996       | Thailandia         | Bangkok                            | Visita di Stato. |
| 23 | 27-28 maggio 1997         | Paesi Bassi        | L'Aia, Rotterdam                   | Ha partecipato al vertice USA-UE. Ha partecipato al 50º anniversario del Piano Marshall |
| 23 | 28–29 maggio 1997         | Regno Unito        | Londra                             | Incontro con il primo ministro Tony Blair. Ha partecipato a una riunione del governo |
| 24 | 10-11 luglio 1997         | Polonia            | Varsavia                           | Incontro con il presidente Aleksander Kwaśniewski e l'ex presidente Lech Wałęsa |
| 25 | 12–13 ottobre 1997        | Venezuela          | Caracas                            | Incontro con il presidente Rafael Caldera |
| 32 | 1–3 settembre 1998        | Russia             | Mosca                              | Incontro con il presidente Boris El'cin |
| 34 | 12-15 dicembre 1998       | Israele            | Gerusalemme, Masada                | Incontro con il Primo Ministro Benjamin Netanyahu e alti funzionari israeliani |
| 36 | 14-15 febbraio 1999       | Messico            | Mérida                             | Visita di stato. Incontro con il presidente Ernesto Zedillo. |
| 37 | 10-11 marzo 1999          | Guatemala          | Città del Guatemala, Antigua       | Ha partecipato al vertice centroamericano. |
| 39 | 17-21 giugno 1999         | Germania           | Colonia, Bonn                      | Ha partecipato al 25°vertice del G8 |
| 42 | 11-15 settembre 1999      | Nuova Zelanda      | Auckland, Queenstown, Christchurch | Ha partecipato al vertice APEC. Visita di Stato. |
| 45 | 19-20 novembre 1999       | Grecia             | Atene                              | Visita di Stato. Incontro con il primo ministro Costas Simitis |
| 45 | 20-21 novembre 1999       | Italia             | Firenze                            | Ha partecipato alla conferenza sulla governance progressiva per il XXI secolo. |
| 45 | 21-23 novembre 1999       | Bulgaria           | Sofia                              | Incontro con il presidente Petar Stoyanov e il primo ministro Ivan Kostov |
| 47 | 18 marzo 2000             | Italia             | Base aerea di Aviano               | Ha fatto una sosta prima di andare in India |
| 47 | 25 marzo 2000             | Svizzera           | Ginevra                            | Incontro con il presidente siriano Hafiz al-Asad |
| 48 | 30 maggio - 1 giugno 2000 | Portogallo         | Lisbona                            | Ha partecipato al vertice USA-UE. Ha incontrato il primo ministro israeliano Ehud Barak |
| 49 | 8 giugno 2000             | Giappone           | Tokyo                              | Ha partecipato ai funerali dell'ex primo ministro Keizō Obuchi. |
| 52 | 16-17 ottobre 2000        | Egitto             | Sharm el-Sheikh                    | Ha partecipato al vertice israelo-palestinese |
| 53 | 14–16 novembre 2000       | Brunei             | Bandar Seri Begawan                | Ha partecipato al vertice APEC. |
| 54 | 12 dicembre 2000          | Irlanda            | Dublino, Dundalk                   | Incontro con il Primo Ministro Bertie Ahern. |
| 54 | 12-14 dicembre 2000       | Regno Unito        | Belfast, Londra, Coventry          | Ha incontrato il Primo Ministro Tony Blair e i leader politici dell'Irlanda del Nord a Belfast. Ha anche incontrato la Regina Elisabetta II e ha tenuto un discorso all'Università di Warwick |